# Palacio del Almirante (Valencia)
El palacio del Almirante de Aragón está situado en la calle del Palau número 14 de la ciudad de Valencia (España) y resulta ser un magnífico ejemplar de mansión señorial con el único patio-zaguán genuinamente gótico entre los edificios palaciegos de carácter privado de la ciudad. Su estilo inicial fue el gótico valenciano. Durante varios años fue la Academia Cavanilles, siendo propiedad de José Rodríguez De Ortega 

## Edificio
Los solares de este palacio habían sido cedidos a los Almirantes por la Corona de Aragón tras la conquista de Valencia por Jaime I, y como resto de las primitivas construcciones aún subsisten en la parte trasera del edificio gótico los Baños del Almirante, de época cristiana (1313), actualmente con acceso independiente. En esta casa vivieron los condes de Sinarcas como descendientes de los Almirantes; más tarde fue ocupada por los marqueses de Guadalest que encargaron la reforma dieciochesca de la fachada y, finalmente, por los marqueses de Ariza a los que se debe la intervención neogótica del muro Este del patio.
La fachada principal del palacio fue reformada en el siglo XVIII, y presenta hoy un aspecto muy pobre al haber perdido las decoraciones pictóricas que animaban el enlucido uniforme y liso de sus paramentos. Los vanos excepto la portada son de arista viva; amplios y rectangulares se abren todos a balcones de hierro forjado de pronunciado vuelo. La portada es también adintelada y está realizada por un grueso marco moldurado de piedra que deja espacio sobre su clave para un escudo heráldico adornado con rizadas y carnosas hojarascas en el que aparecen reflejados los blasones de los linajes de Palafox y Cardona.
Esta portada de acceso a un amplio zaguán de paredes de piedra, techado con un artesonado de viguería de madera sin labrar sobre canecillos de piedra. En el muro Este se abre una puertecilla moderna de arco conopial con un tramo de escalera que da acceso a una zona del entresuelo en la que se conservan restos de artesonados y puertas antiguas.
Un arco apuntado diafragmático de aristas molduradas cerrado con una reja neogótica da paso a un tramo cubierto con bóveda de cañón apuntado que se abre directamente al patio. Este es amplio y responde al tipo usual de la arquitectura civil mediterránea de esta época y que será tradicional de la casa señorial valenciana durante siglos. Está pavimentado a base de superficies de mortero delimitadas por ladrillos y decorados con guijarros que forman diseños geométricos y no carece del inevitable pozo-aljibe; está además techado en parte mediante un tejaroz con artesonado de madera.
La parte más antigua es la Oeste, donde arranca la escalera con antepecho de piedra en el que se expresa el desarrollo de las gradas mediante una moldura quebrada. Esta escalinata está protegida por una alta logia, que se extiende por la planta principal, formada por arquerías ojivales sobre delgadas columnas de fuste poligonal, que sostiene un artesonado mixto de estructura lignaria con casetones formados por baldosas planas de barro cocido al estilo de los conocidos "socarrats".
Los restantes muros del patio están ocupados en la planta baja por unos pórticos o soportales formados por arcos escarzanos apuntados sobre pilares biselados, bajo cuyos salmeres se sitúan anchas mensulillas de desarrollo poligonal y abundantes molduras, que sin cumplir ninguna función constructiva, actúan como capiteles de inexistentes pilastras.
La planta noble presenta el desarrollo de las arquerías que cobijan la escalinata y en piso superior se abren ventanas geminadas de falsos arquillos trilobulados, provistas de delgadísimos parteluces. Las restantes dependencias de este palacio conservan en parte su distribución primitiva pero han sido muy modificadas por numerosas reformas y reconstrucciones que ocultan casi por completo las partes originales.